# Крутые (Смоленская область)
Крутые — Деревня в Угранском районе Смоленской области России. Входит в состав Михалёвского сельского поселения.
Население — 3 жителя (2007 год).
Расположена в юго-восточной части области в 20 км к северу от Угры, в 9 км западнее автодороги Р132 Вязьма — Калуга — Тула — Рязань, на берегу реки Озёрная. В 3 км северо-восточнее от деревни находится железнодорожная станция Волоста-Пятница на линии Торжок-Брянск.

## История
В годы Великой Отечественной войны деревня была оккупирована гитлеровскими войсками в октябре 1941 года, освобождена в марте 1943 года.